# Patti Hogan
Patricia Hogan Fordyce (* 21. Dezember 1949 in San Diego als Patricia Hogan) ist eine ehemalige US-amerikanische Tennisspielerin.

## Karriere
Patti Hogan war Ende der 1960er und in den 1970er Jahren aktiv und nahm mehrfach an Grand-Slam-Turnieren teil. Während sie bei den Australian Open und French Open jeweils nur einmal antrat, spielte sie bei den US Open und in Wimbledon mehrfach. Ihr größter Erfolg war 1972 in Wimbledon das Erreichen des Viertelfinales, in dem sie Chris Evert unterlag. Im Doppel verlor sie gemeinsam mit Peggy Michel 1969 in Wimbledon das Finalmatch gegen die Paarung Margaret Court und Judy Tegart.
Im Jahr 1967 gewann Hogan das All England Plate, einen Wettbewerb für Tennisspieler, die in einer der ersten zwei Runden in Wimbledon ausgeschieden sind.
In den Jahren 1971 und 1973 spielte Hogan in sechs Begegnungen der US-amerikanischen Federation-Cup-Mannschaft und gewann sieben ihrer elf Partien.

## Finalteilnahmen bei Grand-Slam-Turnieren

### Doppel
| Nr. | Datum        | Turnier                 | Belag | Partnerin    | Finalgegnerinnen           | Ergebnis |
| --- | ------------ | ----------------------- | ----- | ------------ | -------------------------- | -------- |
| 1.  | 5. Juli 1969 | Wimbledon Championships | Rasen | Peggy Michel | Margaret Court Judy Tegart | 7:9, 2:6 |